# Luigi Taveri
Luigi Taveri   (Horgen, 19 de setembre de 1929 - Suïssa, 1 de març de 2018) va ser un pilot de motociclisme suís d'ascendència italiana que va guanyar tres campionats del món de 125cc durant la dècada del 1960 (concretament, els anys 1962, 1964 i 1966). Durant la seva carrera va pilotar per a MV Agusta i fou pilot de fàbrica de Ducati, MZ, Kreidler i, des de 1961, d'Honda, arribant a aconseguir 30 victòries en Gran Premi i 89 podis en totes les categories del mundial.
El 2016, Taveri va ser nomenat FIM Legend. Es va morir dos anys després, a 88 anys, a causa de les complicacions posteriors a un atac de feridura que havia patit pocs dies abans. El 2022 fou nomenat MotoGP Legend a títol pòstum.

## Carrera esportiva

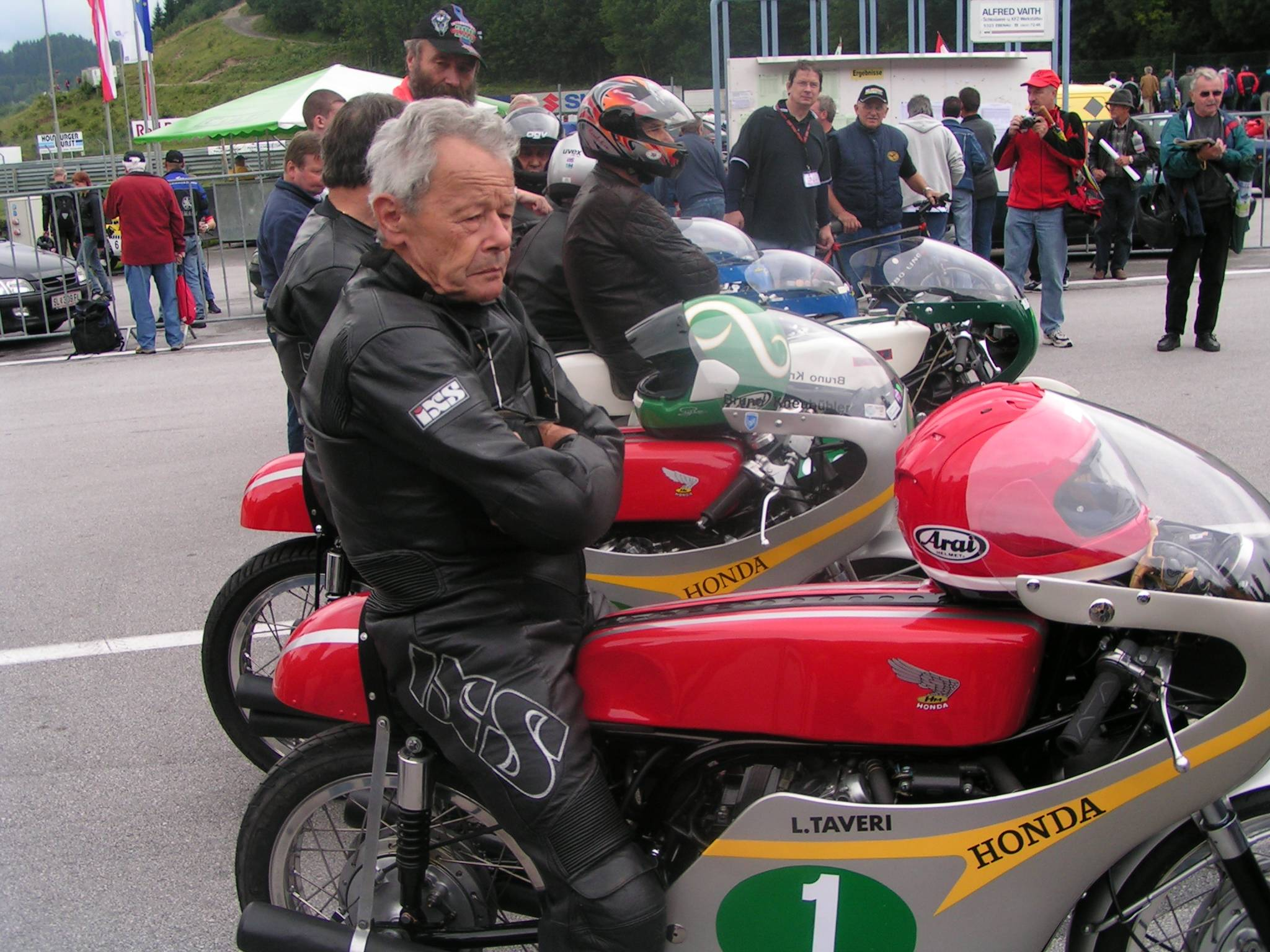
Taveri amb una antiga Honda 125 el 2006

Fill de pare italià (Giovanni Taveri, emigrat a Suïssa a 17 anys des de Rovato, Llombardia), Luigi Taveri va debutar en el mundial de 500cc el 1954 amb una Norton. El 1955 aconseguí la seva primera victòria a la categoria de 125cc al Gran Premi d'Espanya, celebrat al circuit de Montjuïc. La temporada següent en va aconseguir una altra en 250cc al Dutch TT. També va participar en el TT de l'Illa de Man diverses ocasions entre 1955 i 1966, amb el resultat de tres victòries i diversos segons llocs.
Tot i que es va especialitzar en les petites cilindrades, Taveri és l'únic pilot en la història del mundial a haver obtingut punts en sis categories diferents: 50cc, 125cc, 250cc, 350cc, 500cc i Sidecars. La seva darrera victòria, al Gran Premi d'Itàlia de 125cc de 1966, va arribar 11 anys i 133 dies després de la primera, cosa que representa una de les carreres victorioses més llargues de la història dels Grans Premis.
Després de retirar-se de les competicions, Taveri va continuar vinculat al motociclisme tot participant en exhibicions de motos històriques.

## Resultats al Mundial de motociclisme
Barem de puntuació de 1950 a 1968:
| Posició | 1 | 2 | 3 | 4 | 5 | 6 |
| Punts   | 8 | 6 | 4 | 3 | 2 | 1 |

(Ids. Grans Premis | Llegenda) (Curses en negreta indiquen pole; curses en  itàlica indiquen volta ràpida)
| Any  | Categoria | Equip      | 1     | 2       | 3       | 4       | 5       | 6     | 7       | 8     | 9       | 10      | 11      | 12      | 13    | Punts | Posició | Victòries |
| ---- | --------- | ---------- | ----- | ------- | ------- | ------- | ------- | ----- | ------- | ----- | ------- | ------- | ------- | ------- | ----- | ----- | ------- | --------- |
| 1954 | 250cc     | Moto Guzzi | FRA - | IOM -   | ULS -   |         | DTT -   | GER - | CH 4    | NAT - |         |         |         |         |       | 3     | 13è     | 0         |
| 1954 | 500cc     | Norton     | FRA 4 | IOM -   | ULS -   | BEL -   | DTT 8   | GER - | CH -    | NAT - | ESP -   |         |         |         |       | 3     | 17è     | 0         |
| 1955 | 125cc     | MV Agusta  | ESP 1 | FRA 2   | IOM 2   | GER 2   | DTT -   |       | NAT -   |       |         |         |         |         |       | 26    | 2n      | 1         |
| 1955 | 250cc     | MV Agusta  |       |         | IOM -   | GER 4   | DTT 1   | ULS - | NAT -   |       |         |         |         |         |       | 11    | 4è      | 1         |
| 1956 | 125cc     | MV Agusta  | IOM - | DTT 2   | BEL 4   | GER -   | ULS -   | NAT 4 |         |       |         |         |         |         |       | 12    | 3r      | 0         |
| 1956 | 250cc     | MV Agusta  | IOM - | DTT 2   | BEL 2   | GER 2   | ULS 1   | NAT 4 |         |       |         |         |         |         |       | 26    | 2n      | 1         |
| 1957 | 125cc     | MV Agusta  | GER 5 | IOM 3   | DTT 3   | BEL 2   | ULS 1   | NAT 3 |         |       |         |         |         |         |       | 22    | 2n      | 1         |
| 1957 | 250cc     | MV Agusta  | GER 5 | IOM 2   | DTT -   | BEL -   | ULS -   | NAT - |         |       |         |         |         |         |       | 8     | 7è      | 0         |
| 1958 | 125cc     | Ducati     | IOM - | DTT 2   | BEL 6   | GER -   | SWE 2   | ULS 2 | NAT 5   |       |         |         |         |         |       | 20    | 3r      | 0         |
| 1958 | 350cc     | Norton     | IOM - | DTT 6   | BEL -   | GER -   | SWE -   | ULS - | NAT -   |       |         |         |         |         |       | 1     | 15è     | 0         |
| 1959 | 125cc     | MZ         | IOM 2 |         |         |         |         |       |         |       |         |         |         |         |       | 14    | 4è      | 0         |
| 1959 | 125cc     | Ducati     |       | GER -   | DTT -   | BEL 3   | SWE -   | ULS - | NAT 3   |       |         |         |         |         |       | 14    | 4è      | 0         |
| 1959 | 250cc     | MZ         | IOM - | GER -   | DTT -   | BEL -   | SWE -   | ULS - | NAT 5   |       |         |         |         |         |       | 2     | 13è     | 0         |
| 1960 | 125cc     | MV Agusta  | IOM 3 | DTT -   | BEL -   |         | ULS 5   | NAT - |         |       |         |         |         |         |       | 6     | 6è      | 0         |
| 1960 | 250cc     | MV Agusta  | IOM 8 | DTT 3   | BEL 3   | GER 5   | ULS 6   | NAT - |         |       |         |         |         |         |       | 11    | 3r      | 0         |
| 1961 | 125cc     | Honda      | ESP - | GER 5   | FRA 5   | IOM 2   | DTT -   | BEL 1 | DDR Ret | ULS 6 | NAT 3   | SWE 1   | ARG -   |         |       | 30    | 3r      | 2         |
| 1961 | 250cc     | Honda      | ESP - | GER -   | FRA -   | IOM -   | DTT -   | BEL - | DDR -   | ULS - | NAT -   | SWE 2   | ARG -   |         |       | 6     | 10è     | 0         |
| 1962 | 50cc      | Honda      | ESP 3 | FRA 3   | IOM 2   | DTT 9   | BEL 3   | GER 4 |         | DDR 4 | NAT 6   | FIN 1   | ARG -   |         |       | 29    | 3r      | 1         |
| 1962 | 125cc     | Honda      | ESP 3 | FRA 4   | IOM 1   | DTT 1   | BEL 1   | GER 1 | ULS 1   | DDR 1 | NAT 2   | FIN 2   | ARG -   |         |       | 48    | 1r      | 6         |
| 1962 | 250cc     | Honda      | ESP - | FRA -   | IOM -   | DTT -   | BEL 3   | GER - | ULS 3   | DDR - | NAT Ret |         | ARG -   |         |       | 8     | 8è      | 0         |
| 1963 | 50cc      | Honda      | ESP - | GER -   | FRA -   | IOM -   | DTT -   | BEL - |         |       | FIN -   |         | ARG -   | JPN 1   |       | 8     | 8è      | 1         |
| 1963 | 125cc     | Honda      | ESP 1 | GER 4   | FRA 3   | IOM 4   | DTT 3   | BEL 3 | ULS 3   | DDR 4 | FIN 2   | NAT 1   | ARG Ret | JPN Ret |       | 38    | 2n      | 2         |
| 1963 | 250cc     | Honda      | ESP 5 | GER Ret |         | IOM Ret | DTT Ret | BEL 4 | ULS Ret | DDR 5 |         | NAT 3   | ARG -   | JPN 5   |       | 13    | 5è      | 0         |
| 1963 | 350cc     | Honda      |       | GER -   |         | IOM -   | DTT 3   |       | ULS 3   | DDR 2 | FIN 5   | NAT Ret |         |         |       | 16    | 3r      | 0         |
| 1964 | 50cc      | Honda      | USA - | ESP 6   | FRA -   | IOM -   | DTT -   | BEL - | GER -   |       |         | FIN 3   |         | JPN -   |       | 5     | 7è      | 0         |
| 1964 | 125cc     | Honda      | USA - | ESP 1   | FRA 1   | IOM 1   | DTT -   |       | GER 2   | DDR 2 | ULS 2   | FIN 1   | NAT 1   | JPN 2   |       | 46    | 1r      | 5         |
| 1964 | 250cc     | Honda      | USA - | ESP Ret | FRA 2   | IOM Ret | DTT -   | BEL - | GER 6   | DDR - | ULS Ret |         | NAT 6   | JPN 4   |       | 11    | 6è      | 0         |
| 1965 | 50cc      | Honda      | USA - | GER 2   | ESP 4   | FRA 2   | IOM 1   | DTT 3 | BEL 3   |       |         |         |         |         | JPN 1 | 32    | 2n      | 2         |
| 1965 | 125cc     | Honda      | USA - | GER Ret | ESP Ret | FRA Ret | IOM 2   | DTT 5 |         | DDR - | CSR -   | ULS -   | FIN -   | NAT -   | JPN 2 | 14    | 5è      | 0         |
| 1966 | 50cc      | Honda      | ESP 1 | GER 4   | DTT 1   |         |         |       |         | IOM 2 | NAT 3   | JPN -   |         |         |       | 26    | 3r      | 2         |
| 1966 | 125cc     | Honda      | ESP 2 | GER 1   | DTT 2   | DDR 1   | CSR 1   | FIN 2 | ULS 1   | IOM 8 | NAT 1   | JPN -   |         |         |       | 46    | 1r      | 5         |